# Heinz Cornel
Heinz Cornel (* 1953 in Frankfurt am Main) ist ein deutscher Kriminologe und Erziehungswissenschaftler.

## Leben
Cornel studierte von 1972 bis 1976 Rechtswissenschaft, Erziehungswissenschaft und Gesellschaftswissenschaften an der Johann Wolfgang Goethe-Universität Frankfurt am Main. Im Jahr 1980 promovierte er mit einer Arbeit über Die Entstehung des Jugendstrafvollzugs im Fachbereich Philosophie und legte im selben Jahr sein 1. juristisches Staatsexamen ab. Von 1981 bis 1985 war er wissenschaftlicher Mitarbeiter am Institut für psychoanalytische Soziotherapie und Kriminalsoziologie in Frankfurt. Cornel lehrte von 1984 bis 1988 an den Fachbereichen Rechtswissenschaft der Universität Frankfurt, im Bereich Sozialarbeit der Fachhochschule Frankfurt und an der Evangelischen Fachhochschule Darmstadt. Sodann erhielt er 1988 den Ruf an die Alice Salomon Hochschule Berlin auf die Professur für Jugendrecht, Strafrecht und Kriminologie. Cornel ist Mitherausgeber der Zeitschrift Neue Kriminalpolitik.

## Schriften (Auswahl)

### Als Verfasser
- Neue Punitivität durch Reduzierung der Strafrestaussetzungsquote im deutschen Strafvollzug? Forum-Verlag Godesberg, Mönchengladbach 2013, ISBN 978-3-942865-12-8.
- Geschichte des Jugendstrafvollzugs. Ein Plädoyer für seine Abschaffung. Beltz, Weinheim und Basel 1984, ISBN 3-407-55626-8.

### Als Herausgeber
- Strafvollzug, Straffälligenhilfe und der demografische Wandel. Lambertus, Freiburg im Breisgau 2013, ISBN 978-3-7841-2460-5.
- Recht der Resozialisierung. Strafrecht, Strafvollzug, Strafvollstreckung, Opferentschädigung, Sozialrecht. Textsammlung. 6. Auflage, Nomos, Baden-Baden 2012, ISBN 978-3-8329-6688-1.
- Resozialisierung. Handbuch. 3. Auflage, Nomos, Baden-Baden 2009, ISBN 978-3-8329-3882-6.
- mit Hans-Wolfgang Woelfert und Christine Labonté-Roset: Hard to Reach: Schwer erreichbare Klienten in der Sozialen Arbeit. Berliner Beiträge zu Bildung, Gesundheit und Sozialer Arbeit. Band 9. Berlin 2010, ISBN 978-3-86863-049-7.
- What works? Neue Ansätze der Straffälligenhilfe auf dem Prüfstand. Lambertus, Freiburg im Breisgau 2004, ISBN 3-7841-1547-0.